# Jean Lair de la Motte
 (avril 2023).
La mise en forme du texte ne suit pas les recommandations de Wikipédia : il faut le « wikifier ».
Les points d'amélioration suivants sont les cas les plus fréquents :
- Les titres sont pré-formatés par le logiciel. Ils ne sont ni en capitales, ni en gras.
- Le texte ne doit pas être écrit en capitales (les noms de famille non plus), ni en gras, ni en italique, ni en « petit »…
- Le gras n'est utilisé que pour surligner le titre de l'article dans l'introduction, une seule fois.
- L'italique est rarement utilisé : mots en langue étrangère, titres d'œuvres, noms de bateaux, etc.
- Les citations ne sont pas en italique mais en corps de texte normal. Elles sont entourées par des guillemets français : « et ».
- Les listes à puces sont à éviter, des paragraphes rédigés étant largement préférés. Les tableaux sont à réserver à la présentation de données structurées (résultats, etc.).
- Les appels de note de bas de page (petits chiffres en exposant, introduits par l'outil «  Source ») sont à placer entre la fin de phrase et le point final[comme ça].
- Les liens internes (vers d'autres articles de Wikipédia) sont à choisir avec parcimonie. Créez des liens vers des articles approfondissant le sujet. Les termes génériques sans rapport avec le sujet sont à éviter, ainsi que les répétitions de liens vers un même terme.
- Les liens externes sont à placer uniquement dans une section « Liens externes », à la fin de l'article. Ces liens sont à choisir avec parcimonie suivant les règles définies. Si un lien sert de source à l'article, son insertion dans le texte est à faire par les notes de bas de page.
- La présentation des références doit suivre les conventions bibliographiques. Il est recommandé d'utiliser les modèles {{Ouvrage}}, {{Chapitre}}, {{Article}}, {{Lien web}} et/ou {{Bibliographie}}. Le mode d'édition visuel peut mettre en forme automatiquement les références.
- Insérer une infobox (cadre d'informations à droite) n'est pas obligatoire pour parachever la mise en page.

Pour une aide détaillée, merci de consulter Aide:Wikification.
Si vous pensez que ces points ont été résolus, vous pouvez retirer ce bandeau et améliorer la mise en forme d'un autre article.
Pour les articles homonymes, voir Lair (homonymie).
Jean Lair-Lamotte, ou Jean Lair de la Motte, était le secrétaire particulier de Benjamin Franklin. 

## Biographie
Jean-Baptiste-Claude-René Lair de la Motte né à Saint-Martin de Mayenne le 23 février 1756 eut pour parrain Jean-Baptiste Morice de la Rue, docteur en médecine, son oncle et Renée-Louise Barbeu du Bourg veuve de Michel Lair, sieur de la Motte, sa grand-mère. Jean est le fils de Jean-Claude Lair de la Motte, apothicaire cirier, bourgeois de Mayenne, échevin de Mayenne, et de Jeanne-Renée Morice de la Rue. Jean-Baptiste est le frère de l'homme politique et juriste René-Augustin Lair de La Motte (Lair-Lamotte). Sa famille est d'ancienne bourgeoisie mayennaise. En 1367, Jean de la Motte, habitant de Saint-Martin de Mayenne, donna son nom à cette branche des Lair dont la particule fut abandonnée sous la Révolution pour être rétablie par jugement au XIXe siècle « pour avoir été portée dès avant 1663 ».
Jean-Baptiste fut très jeune envoyé faire son éducation à Paris. Son grand père, Michel Lair de la Motte, marchand cirier, veuf de Marie Foulard, avait épousé en secondes noces Renée-Louise Barbeu du Bourg, la sœur de Jacques Barbeu du Bourg. Jean-Baptiste était le « protégé » de son grand-oncle, le docteur Jacques Barbeu-Dubourg (1709-1779), médecin réputé à Paris, botaniste, membre de la Société Royale de Médecine, savant introduit auprès d'hommes et de femmes influents à la Cour, membres de la loge des Neuf Sœurs, ouverts aux idées nouvelles et œuvrant pour l'indépendance américaine. Barbeu-Dubourg avait financé des bateaux pour envoyer des armes aux Amériques...
Jean-Baptiste devint ainsi dès 1770 le secrétaire[1] privé de l'ami de son grand-oncle, Benjamin Franklin, lors de son séjour à Passy pendant 5 à 6 ans[2], quand ce dernier vint rencontrer Louis XVI pour lui demander l'envoi de troupes en Amérique. L'aide de la France se matérialisa par le traité d'amitié signé en 1778 avec les États-Unis d'Amérique. Dans le cercle de Franklin et Barbeu du Bourg, Jean-Baptiste fréquenta très jeune les « Amis de la Révolution et de l'Humanité » dont Mirabeau et les habitués du café Procope tenu par Zoppi. À Passy chez Franklin, Jean-Baptiste côtoyait Madame Helvétius (Anne-Catherine de Ligniville d'Autricourt), Madame du Deffand (Marie de Vichy-Chamrond, marquise du Deffand), Anne-Robert Turgot, le duc de la Rochefoucauld, Denis Diderot, Antoine Lavoisier, Pierre-Jean Cabanis, l’abbé Morellet. 
Il continua à étudier avec son oncle Barbeu du Bourg qui rédigea pour lui des aphorismes, manuscrits médicaux qui furent lus lors des séances de la Société Royale de Médecine. « M. Dubourg avait commencé l'éducation de son neveu en établissant relativement aux connaissances médicales, des limites déterminées entre ce qui est bien connu, ce qui n'est que probable, ce qui est douteux et incertain. Ce genre d'instruction serait moins séduisant mais plus solide que ce qui est généralement adopté. Il apprendrait aux étudiants à faire usage de leur savoir et surtout à le défier de leur esprit et de celui des autres »[3].
Selon un historien de la Mayenne, l'abbé Angot, Jean-Baptiste décéda à 30 ans à Paris en 1786 [4]. Thèse plus crédible qu'un départ vers les États-Unis avec Franklin puisque ses frères, Michel-Thomas et René-Augustin Lair de la Motte héritèrent de sa terre de l'Auberdière, commune de Saint-Georges-Buttavent.
[1] Paul Delaunay, Vieux médecins mayennais : 2e série, p. 58
[2] Charles Henry Hart, 1847-1918, Memoirs of tje life and works of Jean Antoine Houdon : the sculptor of Voltaire and of Washington, édité en 1911, p. 87-88: “on the following day [12 mars 1785] Lair de la Motte, who was private secretary to Dr. Franklin for from five to six years, wrote to Caffieri from Passy: 
[3] Extrait de l'éloge de Jacques Barbeu-Dubourg, lu devant la Société Royale de Médecine de Paris.
[4] Abbé Angot, Dictionnaire de la Mayenne, T. IV, p. 16, Fonds Angot 33-J, familles II 234-250, Bulletin de la Commission historique, Tome XXIV. p. 38, Tome XIX, p. 69-82